# 5103 Дівіс
5103 Дівіс (5103 Diviš) — астероїд головного поясу, відкритий 4 вересня 1986 року.
Тіссеранів параметр щодо Юпітера — 3,341.